# Wendell Castle
Wendell Castle (* 6. November 1932 in Emporia, Kansas; † 20. Januar 2018 in Scottsville, New York), war ein amerikanischer Möbelkünstler und ein führender Kunsthandwerker.

## Leben
Castle studierte von 1953 bis 1961 Bildhauerei und Industriedesign an der University of Kansas in Lawrence. 1961 zog er nach New York, 1962 dann nach Rochester, New York. Von 1962 bis 1970 lehrte er am Rochester Institut of Technology.
Ab 1963 verwendete Castle in seiner künstlerischen Arbeit Schichtholzblöcke, um frei geformte Möbelskulpturen herzustellen. 1964 war er auf der XIII. Triennale in Mailand vertreten, 1966 nahm er an der Ausstellung "Internationales Kunsthandwerk" in Stuttgart teil. Zwischen 1969 und 1973 entwarf Castle Möbel und Lampen aus glasfaserverstärktem und mit Gelcoat beschichtetem Kunststoff.
1980 gründete er die Wendell Castle School in Scottsville, New York. Castle wurden mehrere Auszeichnungen verliehen, u. a. 1994 die Auszeichnung "Visionary of the American Crafts Movement" durch das American Crafts Museum.

## Einzelausstellungen
- 2008 Wendell Castle: About Time, Helen Foresman Spencer Museum of Art, Lawrence, KS
- 2008 Wendell Castle - New Works Barry Friedman Ltd., New York, NY
- 2012: Wendell Castle – Wandering Forms, The Aldrich Contemporary Art Museum, Ridgefield, Connecticut

## Beteiligungen
- 2008 Group Dialogue - Gerald Peters Gallery - Santa Fe, NM
- 2006 Crafting a Collection Museum of Fine Arts, Houston, TX
- 2003 The Maker's Hand: American Studio Furniture, 1940-1990 Museum of Fine Arts, Boston, MA

## Öffentliche Sammlungen
- Museum of Arts & Design, New York, NY
- Smithsonian American Art Museum, Washington, DC
- Delaware Art Museum, Wilmington, DE

## Einzelnachweis
1. ↑  Wendell Castle, renowned ‘father of the art furniture movement,’ dies at 85